# Escut de Calonge i Sant Antoni
L'escut oficial de Calonge i Sant Antoni té el següent blasonament:
Escut caironat truncat i semipartit: al 1r. d'argent, una col de caluix llarg arrencada de sinople; al 2n. d'atzur, un roc d'or; 3r. d'or, 4 pals de gules. Per timbre una corona de baró.

## Història
Va ser aprovat el 28 de setembre de 1984 i publicat al DOGC el 16 de novembre del mateix any amb el número 486.
La col és el senyal parlant tradicional referit al nom de la localitat, que popularment es pronuncia "colonge". La primera representació de la col data de 1674 segons la inscripció, o potser més antiga i es troba en un baix relleu damunt la porta de l'Antic Hospital, avui la Biblioteca Municipal Pere Caner. La vila fou el centre d'una baronia al segle xv: el roc d'or sobre camper d'atzur prové de les armes dels Requesens, barons de Calonge. Els quatre pals recorden la jurisdicció reial sobre la vila.